# Список премьер-министров Занзибара

Приведён список глав правительств Занзибара, автономной области Танзании. Пост главы правительства существовал в Занзибаре с 1961 по 1964 годы и с 1983 по 2010 годы.

## Султанат Занзибар
Султанат Занзибар — государство, существовавшее с XIX века до 12 января 1964 года. Исторически был связан с Оманом и Маскатом. В самостоятельный султанат остров Занзибар и часть восточноафриканского побережья были выделены 2 ноября 1856 года  под властью султана Маджида ибн Саида. С 17 февраля 1885 года находился под германским, с 7 ноября 1890 года — под британским протекторатом. 
С 1828 года в султанате существовал пост главного министра, с октября 1891 года до — 31 декабря 1913 года — первого министра.

### Главные министры султаната Занзибар
Вновь пост главного министра (англ. Chief Ministers of the Sultanate of Zanzibar султаната Занзибар был учреждён в 1961 году в преддверии предоставления султанату самоуправления и последующего предоставления независимости.
|       | Портрет | Имя                                                                   | Начало полномочий | Окончание полномочий | Партия                                                                              |
| ----- | ------- | --------------------------------------------------------------------- | ----------------- | -------------------- | ----------------------------------------------------------------------------------- |
| и. о. |         | Джеффри Чарлз Лоуренс (1915—1994) англ. Geoffrey Charles Lawrence     | 23 февраля 1961   | 5 июня 1961          | независимый                                                                         |
| 1     |         | шейх Мухаммад Шамте Хамади (1907—1964) суахили Muhammad Shamte Hamadi | 5 июня 1961       | 24 июня 1963         | коалиция Народной партии Занзибара и Пембы и Занзибарской националистической партии |

### Премьер-министр султаната Занзибар
Пост премьер-министра (англ. Prime ministers of the Sultanate of Zanzibar) султаната Занзибар был учреждён 24 июня 1963 года при предоставлении султанату самоуправления и сохранился в период его независимости, провозглашённой 10 декабря 1963 года
|     | Портрет | Имя                                                                   | Начало полномочий | Окончание полномочий | Партия                                                                              |
| --- | ------- | --------------------------------------------------------------------- | ----------------- | -------------------- | ----------------------------------------------------------------------------------- |
| (1) |         | шейх Мухаммад Шамте Хамади (1907—1964) суахили Muhammad Shamte Hamadi | 24 июня 1963      | 12 января 1964       | коалиция Народной партии Занзибара и Пембы и Занзибарской националистической партии |

## Премьер-министрНародной Республики Занзибара и Пембы
12 января 1964 года в ходе Занзибарской революции, возглавляемой Джоном Гидеоном Окелло, была провозглашена Народная Республика Занзибара и Пембы, правительство которой возглавил Абдула Кассим Ханга.
26 апреля 1964 года была провозглашена Объединённая республика Танганьики и Занзибара, пост главы правительства Занзибара и Пембы был упразднён.
|   | Портрет | Имя                                                          | Начало полномочий | Окончание полномочий | Партия             |
| - | ------- | ------------------------------------------------------------ | ----------------- | -------------------- | ------------------ |
| 2 |         | Абдула Кассим Ханга (1932—1969) суахили Abdullah Qasim Hanga | 12 января 1964    | 27 апреля 1964       | Партия Афро-Ширази |

## Список главных министров Революционного правительстваЗанзибара (автономии)
В существующем после объединения Республики Танганьика и Народной Республики Занзибара и Пембы автономном Занзибаре сохранилось полноценное внутреннее самоуправление в виде Революционного правительства Занзибара (англ. Revolutionary Government of Zanzibar, суахили Serikali ya mapinduzi ya Unguja) во главе с президентом автономии. Однако в период с 21 февраля 1983 года по 9 ноября 2010 года для непосредственного руководства Революционным правительством был учреждён пост его главного министра.
|   | Портрет | Имя                                                      | Начало полномочий | Окончание полномочий | Партия                                                                 |
| - | ------- | -------------------------------------------------------- | ----------------- | -------------------- | ---------------------------------------------------------------------- |
| 3 |         | Рамадани Баки (1943—) суахили Ramadani Baki              | 21 февраля 1983   | 6 февраля 1984       | Чама Ча Мапиндузи (суахили Chama cha Mapinduzi, рус. Партия революции) |
| 4 |         | Сейф Шариф Хамад (1943—2021) суахили Seif Sharif Hamad   | 6 февраля 1984    | 22 января 1988       | Чама Ча Мапиндузи (суахили Chama cha Mapinduzi, рус. Партия революции) |
| 5 |         | Омар Али Джума (1941—2001) суахили Omar Ali Juma         | 22 января 1988    | 1 ноября 1995        | Чама Ча Мапиндузи (суахили Chama cha Mapinduzi, рус. Партия революции) |
| 6 |         | Мохамед Гариб Билал (1945—) суахили Mohamed Gharib Bilal | 1 ноября 1995     | 15 ноября 2000       | Чама Ча Мапиндузи (суахили Chama cha Mapinduzi, рус. Партия революции) |
| 7 |         | Шамси Вуаи Находа (1962—) суахили Shamsi Vuai Nahodha    | 15 ноября 2000    | 9 ноября 2010        | Чама Ча Мапиндузи (суахили Chama cha Mapinduzi, рус. Партия революции) |